# Безчеревний Федір Григорович
Федір Григорович Безчеревний (нар. 1910, село Фащівка Воронезької губернії, тепер Російська Федерація — ?) — український радянський діяч, шахтар, машиніст врубової машини шахти № 1-2 «Гірська» тресту «Первомайськвугілля» Попаснянського району Луганської області. Депутат Верховної Ради УРСР 2-го скликання.

## Біографія
Народився у бідній селянській родині. Закінчив сільську школу.
У 1929 році переїхав на Донбас, де працював помічником машиніста, машиністом врубової машини на шахті № 1-2 «Гірська» («Контактна») тресту «Первомайськвугілля» міста Гірського Донецької області. У 1933 році без відриву від виробництва закінчив шестимісячні курси врубмашиністів.
Був послідовником Олексія Стаханова. Використовуючи працю врубової машини на підвищених швидкостях, довів її виробничу потужність до 14,7 тис. тонн вугілля за місяць.
Член ВКП(б) з 1939 року.
З вересня 1941 року — в Червоній армії, учасник німецько-радянської війни. Воював на Калінінському фронті. У 1943 році, після другого поранення, був демобілізований із армії. Повернувся на Донбас, де брав участь у відбудові шахти № 1-2 «Гірська» Попаснянського району Ворошиловградської області.
З 1943 року — машиніст врубової машини, потім вугільного комбайну «Донбас-1» шахти № 1-2 «Гірська» тресту «Первомайськвугілля» міста Гірського Попаснянського району Ворошиловградської області.
Систематично перевиконував план вуглевидобутку. Щомісячно видавав на-гора від 8 тис. до 10 тис. тонн вугілля. За 1946 рік виконав три річні норми з видобутку вугілля.
Автор книги «От обушка к комбайну» — Москва, 1950 рік.

## Нагороди
- орден Леніна (1949)
- орден Трудового Червоного Прапора (1948)
- медаль «За доблесну працю у Великій Вітчизняній війні 1941—1945 років»
- медаль «За перемогу над Німеччиною у Великій Вітчизняній війні 1941—1945 років»
- медалі
- значок «Відмінник соціалістичного змагання»